# 黑暗元素 (第二季)
英國奇幻冒險電視劇《黑暗元素》第二季於2020年11月8日首播，2020年12月20日完結，共7集。改編自菲力普·普曼的同名系列小說。本劇由新線影業和公司製作，於BBC One首播。HBO負責劇集在美國的播出和國際發行。
達芙妮·金領銜出演女主角萊拉·貝拉克，阿米爾·威爾森出演男主角威爾·帕里，露絲·威爾遜出演萊拉·貝拉克的生母瑪莉莎·考爾特。阿利安·巴克瑞、威爾·基恩、林-曼努爾·米蘭達、妮娜·索桑亞和安德魯·史考特擔當聯合主演。
本季在第一季首播之前開啟主體拍攝，受2019冠狀病毒病疫情影響，最終僅完成7集的製作。

## 主演
- 達芙妮·金 飾 萊拉·貝拉克（Lyra Belacqua）

- 阿米爾·威爾森（英语：Amir Wilson） 飾 威爾·帕里（英语：Will Parry (His Dark Materials)）[1]

- 露絲·威爾遜 飾 瑪莉莎·考爾特（Marisa Coulter）

- 阿利安·巴克瑞（英语：Ariyon Bakare） 飾 卡洛·波萊爾公爵（英语：Lord Boreal）[2]

- 威爾·基恩（英语：Will Keen） 飾 麥菲爾神父（Father MacPhail）

- 林-曼努爾·米蘭達 飾 李·史科比（Lee Scoresby）

- 露塔·格德米納斯 飾 席拉芬娜·帕可拉（Serafina Pekkala）[3]

- 潔德·阿諾卡（英语：Jade Anouka） 飾 魯塔·斯卡迪（Ruta Skadi）[4]

- 妮娜·索桑亞（英语：Nina Sosanya） 飾 伊萊恩·帕里（Elaine Parry）

- 安德魯·史考特 飾 約翰·帕里上校（Colonel John Parry）[5]

## 集數
| 9 | 1 | 鵲之城   | 傑米·柴爾茲 | 傑克·索恩                    | 2020年11月8日（英國）  | 5.64（英國）  |
| 9 | 1 | 鵲之城   | 傑米·柴爾茲 | 傑克·索恩                    | 2020年11月16日（美國） | 0.227（美國） |
| 萊拉和守護精靈潘拉蒙經過極光通道進入鵲之城，又名「喜喀則」( )，偶遇威爾·帕里，兩人一起探索這座空城。他們遇到兩個小女孩，女孩稱這座城市充滿幽靈，它們在夜晚竊取所有成年人的靈魂。與此同時，李·史科比與席拉芬娜·帕可拉率領的女巫群體會面，史科比四處打聽斯坦尼斯勞斯·格魯曼的消息，希望從他的口中得知一件具有魔法保護作用的物品下落，將它送給萊拉。考爾特夫人審問被教誨權威抓獲的女巫，女巫告訴她萊拉是預言中的女孩。在喜喀則，萊拉和威爾兩人通過交談發現各自均是來自牛津，萊拉為研究塵埃，請求威爾帶她去往他的世界中的牛津。當晚，威爾翻看父親留下的信件時，看到奧秘匕首的幻象。威爾走向城市中央的「天使塔」，幽靈出現在他的背後。 |   |          |             |                              |                        |               |
| 10 | 2 | 洞穴     | 傑米·柴爾茲 | 傑克·索恩和法蘭西斯卡·加德納 | 2020年11月15日（英國） | 5.01（英國）  |
| 10 | 2 | 洞穴     | 傑米·柴爾茲 | 傑克·索恩和法蘭西斯卡·加德納 | 2020年11月23日（美國） | 0.229（美國） |
| 11 | 3 | 偷竊     | 莉安·韋勒姆 | 傑克·索恩和莎拉·昆特雷爾     | 2020年11月22日（英國） | 4.70（英國）  |
| 11 | 3 | 偷竊     | 莉安·韋勒姆 | 傑克·索恩和莎拉·昆特雷爾     | 2020年11月30日（美國） | 0.234（美國） |
| 12 | 4 | 天使塔   | 莉安·韋勒姆 | 傑克·索恩和娜姆希·可汗       | 2020年11月29日（英國） | 4.757（英國） |
| 12 | 4 | 天使塔   | 莉安·韋勒姆 | 傑克·索恩和娜姆希·可汗       | 2020年12月7日（美國）  | 0.264（美國） |
| 13 | 5 | 學者     | 莉安·韋勒姆 | 法蘭西斯卡·加德納            | 2020年12月6日（英國）  | 4.817（英國） |
| 13 | 5 | 學者     | 莉安·韋勒姆 | 法蘭西斯卡·加德納            | 2020年12月14日（美國） | 0.216（美國） |
| 14 | 6 | 惡意     | 傑米·柴爾茲 | 傑克·索恩和莉迪亞·阿德圖吉   | 2020年12月13日（英國） | 4.782（英國） |
| 14 | 6 | 惡意     | 傑米·柴爾茲 | 傑克·索恩和莉迪亞·阿德圖吉   | 2020年12月21日（美國） | 0.202（美國） |
| 15 | 7 | 伊瑟艾特 | 傑米·柴爾茲 | 傑克·索恩                    | 2020年12月20日（英國） | 4.696（英國） |
| 15 | 7 | 伊瑟艾特 | 傑米·柴爾茲 | 傑克·索恩                    | 2020年12月28日（美國） | 0.347（美國） |

## 製作
在劇集第一季首播之前，BBC續訂第二季，共8集。由於有多名小演員在劇中擔當主演，製作團隊於第一季播出之前開啟第二季的拍攝。受2019冠狀病毒病疫情影響，最終僅完成7集的製作。

## 音樂
劇集第二季的音樂原聲帶由羅恩·巴夫作曲，音樂精選輯的數位版於2020年11月8日在亞馬遜和iTunes上發行。

### 精選輯
| 曲序     | 曲目     | 时长  |
| -------- | -------- | ----- |
| 1.       |          | 4:53  |
| 2.       |          | 2:59  |
| 3.       |          | 1:34  |
| 4.       |          | 2:29  |
| 5.       |          | 3:58  |
| 6.       |          | 3:31  |
| 7.       |          | 3:00  |
| 8.       |          | 5:01  |
| 9.       |          | 3:53  |
| 总时长： | 总时长： | 31:18 |

## 迴響

### 評價
《黑暗元素》第二季在影視匯總點評網站爛番茄上獲得81%的新鮮度，6.87/10分（26位劇評人）。《黑暗元素》第二季在Metacritic網站上獲得了「普遍好評」，71/100分（4位劇評人）。

### 英國收視
| 序 | 標題   | 播出日期       | 當日收視         | 當日收視      | 總收視          | 總收視           | 來源         |
| 序 | 標題   | 播出日期       | 收視人數（百萬） | 收視份額（%） | 7日收視（百萬） | 28日收視（百萬） | 來源         |
| -- | ------ | -------------- | ---------------- | ------------- | --------------- | ---------------- | ------------ |
| 1  | 鵲之城 | 2020年11月8日  | 4.37             | 21.07         | 5.64            | 6.83             | [ 21 ] [ 6 ] |
| 2  | 洞穴   | 2020年11月15日 | 3.58             | 16.68         | 5.01            | 待公布           | [ 22 ] [ 6 ] |
| 3  | 偷竊   | 2020年11月22日 | 3.45             | 17.48         | 4.70            | 待公布           | [ 23 ] [ 6 ] |
| 4  | 天使塔 | 2020年11月29日 | 3.58             | 17.89         | 4.75            | 待公布           | [ 24 ] [ 6 ] |

### 美國收視
| 序 | 標題   | 播出日期       | 收視率 （18–49歲） | 收視率變化 （%） | 收視人数 （百萬） | 收視人数變化 （%） |
| -- | ------ | -------------- | ------------------ | ---------------- | ----------------- | ------------------ |
| 1  | 鵲之城 | 2020年11月16日 | 0.06               | −45.45▼          | 0.227             | −46.46▼            |
| 2  | 洞穴   | 2020年11月23日 | 0.06               | ━                | 0.229             | +0.88▲             |
| 3  | 偷竊   | 2020年11月30日 | 0.05               | −16.67▼          | 0.234             | +2.18▲             |
| 4  | 天使塔 | 2020年12月7日  | 0.07               | +40▲             | 0.264             | +12.82▲            |

## 發行
第二季於2020年11月8日在英國的BBC One首播，2020年11月16日在美國的HBO和HBO Max首播。

### 影碟發行
| 《黑暗元素》第二季 |          |       |       |                |                |                |                |
| 影碟詳情           |          |       |       |                |                |                |                |
| - 7集              |          |       |       |                |                |                |                |
| DVD                | DVD      | 區域1 | 區域1 | 區域2          | 區域2          | 區域4          | 區域4          |
| 發行日期           | 發行日期 | 預售  | 預售  | 2020年12月28日 | 2020年12月28日 | 待公布         | 待公布         |
| 藍光影碟           | 藍光影碟 | A區   | A區   | A區            | B區            | B區            | B區            |
| 發行日期           | 發行日期 | 預售  | 預售  | 預售           | 2020年12月28日 | 2020年12月28日 | 2020年12月28日 |

## 備註
1. ↑  第二季第1集《鵲之城》7日總收視人數：電視端為555.19萬，電腦端為4.03萬，平板端為3.32萬，智慧型手機端為1.36萬。
2. ↑  第二季第1集《鵲之城》28日總收視人數：電視端為666.83萬，電腦端為7.58萬，平板端為6.25萬，智慧型手機端為2.61萬。
3. ↑  第二季第2集《洞穴》7日總收視人數：電視端為492.70萬，電腦端為3.78萬，平板端為3.00萬，智慧型手機端為1.16萬。
4. ↑  第二季第3集《偷竊》7日總收視人數：電視端為462.21萬，電腦端為3.73萬，平板端為2.94萬，智慧型手機端為1.11萬。
5. ↑  第二季第4集《天使塔》7日總收視人數：電視端為467.86萬，電腦端為3.62萬，平板端為2.33萬，智慧型手機端為1.08萬。
6. 1 2  首播集收視率/收視人數變化數值由該集與上一季首播集對比得出。

## 資料來源
1. ↑  Elderkin, Beth. . Gizmodo. 2019-06-08  [2019-11-17]. （原始内容存档于2019-11-16） （英语）.
2. ↑  . BBC Media Centre. 2019-10-24  [2019-10-24]. （原始内容存档于2019-10-24） （英国英语）.
3. ↑  . Radio Times. 2018-08-24  [2018-09-17]. （原始内容存档于2018-09-17） （英语）.
4. ↑  . BBC Radio 4. 2020-08-01  [2020-11-03]. （原始内容存档于2020-09-28） （英国英语）.
5. ↑  White, Peter. . Deadline Hollywood. 2019-08-19  [2019-11-17]. （原始内容存档于2019-11-08）.
6. 1 2 3 4 5 6 7 8 9 10  . Broadcasters' Audience Research Board.   [2020-11-18]. （原始内容存档于2019-02-02） （英国英语）.
7. 1 2  Metcalf, Mitch. . Showbuzz Daily. 2020-11-17  [2020-11-17]. （原始内容存档于2020-11-30） （美国英语）.
8. 1 2  Metcalf, Mitch. . Showbuzz Daily. 2020-11-24  [2020-11-24]. （原始内容存档于2020-11-26） （美国英语）.
9. 1 2  Metcalf, Mitch. . Showbuzz Daily. 2020-12-01  [2020-12-03]. （原始内容存档于2020-12-02） （美国英语）.
10. 1 2  Metcalf, Mitch. . Showbuzz Daily. 2020-12-08  [2020-12-09]. （原始内容存档于2020-12-08） （美国英语）.
11. ↑  Metcalf, Mitch. . Showbuzz Daily. 15 December 2020  [15 December 2020]. （原始内容存档于25 December 2020）.
12. ↑  Metcalf, Mitch. . Showbuzz Daily. 22 December 2020  [22 December 2020]. （原始内容存档于25 December 2020）.
13. ↑  . Thinkbox. 28 December 2020  [28 December 2020]. （原始内容存档于28 December 2020）.
14. ↑  Metcalf, Mitch. . Showbuzz Daily. 30 December 2020  [30 December 2020]. （原始内容存档于2020-12-30）.
15. ↑  Peter White. . Deadline Hollywood. 2018-09-11  [2018-09-16]. （原始内容存档于2018-09-13） （英语）.
16. ↑  Brewer, Kyla. . TV Media.   [2019-11-01]. （原始内容存档于2020-10-27） （美国英语）.
17. ↑  Kanter, Jake. . Deadline Hollywood. 2020-07-23  [2020-07-24] （美国英语）.
18. ↑  .   [2020-11-10]. （原始内容存档于2020-11-10） （美国英语）.
19. ↑  . 爛番茄.   [2020-11-25]. （原始内容存档于2020-08-17） （美国英语）.
20. ↑  . Metacritic.   [2020-11-25]. （原始内容存档于2020-11-25） （美国英语）.
21. ↑  Price, Stephen. . broadcastnow. 2020-11-12  [2020-12-07]. （原始内容存档于2020-11-28） （英国英语）.
22. ↑  Price, Stephen. . broadcastnow. 2020-11-21  [2020-12-07]. （原始内容存档于2021-01-24） （英国英语）.
23. ↑  Price, Stephen. . broadcastnow. 2020-11-27  [2020-11-30]. （原始内容存档于2020-11-27） （英国英语）.
24. ↑  Price, Stephen. . broadcastnow. 2020-12-03  [2020-12-07]. （原始内容存档于2021-01-24） （英国英语）.
25. ↑  . TV Series Finale. 2020-11-18  [2020-11-18] （美国英语）.
26. ↑  . TV Series Finale. 2020-11-18  [2020-11-18] （美国英语）.
27. ↑  . Twitter.   [2020-10-24]. （原始内容存档于2020-10-26）.
28. ↑  Sokol, Tony. . Den of Geek. 2020-08-28  [2020-10-27]. （原始内容存档于2020-09-21） （美国英语）.
29. ↑  . The Futon Critic. 2020-10-12  [2020-10-27]. （原始内容存档于2020-10-27） （美国英语）.
30. ↑  .   [2020-12-09] –Amazon （美国英语）.
31. ↑  .   [2020-11-10]. （原始内容存档于2020-11-08） –Amazon （英国英语）.
32. ↑  .   [2020-12-09] –Amazon （美国英语）.
33. ↑  .   [2020-11-10]. （原始内容存档于2020-11-10） –Amazon （英国英语）.